# Trigonophora flammea
Trigonophora flammea ist ein Schmetterling (Nachtfalter) aus der Familie der Eulenfalter (Noctuidae).

## Merkmale

### Falter
Die Flügelspannweite der Falter beträgt 44 bis 52 Millimeter. Die Grundfärbung der Vorderflügel variiert in verschiedenen Brauntönen. Zuweilen erscheinen auch Exemplare mit überwiegend grauen Farbelementen. Für die Art charakteristisch ist die auffällig gelbbraun gefüllte Nierenmakel, die in Richtung der Wurzel abgeknickt ist und näherungsweise die Form eines breiten L zeigt. Zapfen- und Ringmakel heben sich dagegen aus dem schwarzbraunen Mittelfeld kaum hervor. Dieses dunkle Feld ragt mit einer deutlichen Spitze bis in die meist rötlich braune Postdiskalregion hinein. Der Saumbereich hinter der weißlichen Wellenlinie ist leicht verdunkelt. In der Nähe des Apex ist oftmals ein aufgehelltes Feld erkennbar. Der Vorderrand ist gelbbraun. Die Hinterflügel sind zeichnungslos graubraun gefärbt und zeigen einen dunklen Mittelpunkt. Auf dem schwarzbraun behaarten Thorax befindet sich ein rötlich brauner Haarschopf. Der Saugrüssel der Falter ist gut entwickelt.

### Ei, Raupe, Puppe
Das gelbliche Ei hat eine halbkugelige Form mit einer stark abgeflachten Basis und ist mit zahlreichen Rippen versehen. Die Mikropylzone sowie der Basisbereich sind rötlich gefärbt.
Erwachsene Raupen haben eine grüne oder rötlich braune Färbung. Rücken-, Nebenrücken- und Seitenlinien heben sich weißlich gelb ab. Auf dem Rücken ist eine dunklerautenförmige Zeichnung mit weißen Punkten zu erkennen.
Die Puppe ist dunkelbraun gefärbt und besitzt zwei Dornen am Kremaster.

### Ähnliche Arten
Die Flügelspannweite bei Trigonophora crassicornis beträgt 40 bis 43 Millimeter, diejenige von Trigonophora jode 38 bis 42 Millimeter. Beide Arten sind damit kleiner als Trigonophora flammea, und beide sind auch etwas blasser gefärbt.

## Verbreitung und Lebensraum
Die Nominatform Trigonophora flammea flammea ist in Europa in weiten Teilen des Mittelmeerraums bis zur Normandie und Südengland verbreitet. Außerdem kommt die Art in den Maghrebstaaten vor, in denen die Unterart Trigonophora flammea vividior anzutreffen ist. Diese kommt auch in Teilen Spaniens vor. Die Art lebt hauptsächlich in trockenen Gebieten, beispielsweise an warmen Hängen, auf buschigen Magerrasenflächen und in karstigen Eichenwäldern.

## Lebensweise
Hauptflugzeit der überwiegend nachtaktiven Falter sind die Monate September bis November. Sie besuchen künstliche Lichtquellen und Köder. Als Futterpflanzen der von März bis April lebenden Raupen werden verschiedene Pflanzen genannt, beispielsweise Hahnenfuß- (Ranunculus), Nelkenwurzen- (Geum), Seidelbast- (Daphne), Liguster- (Ligustrum), Steinlinden- (Phillyrea), Eschen- (Fraxinus) und Eichenarten (Quercus). Die Verpuppung erfolgt in einem leichten Gespinst. Überwinterungsstadium ist das Ei.